# 蒂紹夫采
蒂紹夫采是波蘭的城鎮，位於該國東南部，由盧布林省負責管轄，面積18.52平方公里，該鎮在1500年在蒙古人入侵時被徹底破壞，2006年人口2,242。

## 外部連結
- Official town webpage （页面存档备份，存于）

50°37′N 23°42′E / 50.617°N 23.700°E